# My Name Is
Pour les articles homonymes, voir My Name Is (homonymie).
Singles de Eminem
'97 Bonnie and Clyde
(1998) Role Model
(1999)
Pistes de The Slim Shady LP
Public Service Announcement Guilty Conscience
My Name Is (stylisé en HI! MY NAME IS SLIM SHADY) est une chanson du rappeur américain Eminem. Sortie le 25 janvier 1999, elle sert de premier single pour le deuxième album studio d'Eminem, The Slim Shady LP. La chanson est produite par Dr. Dre, propriétaire du label sur lequel vient de signer le rappeur, Aftermath Entertainment. Cette chanson mélange paroles drôles et horrifiques, marque de fabrique d'Eminem. Le titre est adulé par la critique et gagne notamment le Grammy Award de la meilleure chanson de rap. Le magazine anglais Q considère même le morceau comme le 6e meilleur de l'histoire.
Le titre écrit par Eminem connut un grand succès commercial qui a permis au rappeur de faire parler de lui avant la sortie de son premier album sur un grand label. Les paroles controversées lui ont valu des poursuites judiciaires de la part de sa mère. Le titre est illustré par un clip vidéo réalisé par Philip Atwell et sorti le 21 janvier 1999 sur MTV.

## Genèse
Le producteur d'Eminem, Dr. Dre voulait dès le début des enregistrements utilisés dans un sample de I Got The... par le musicien anglais Labi Siffre, d'après les notes de l'album source remastérisé, Remember My Song. Siffre qui est ouvertement gay indique : « Attaquer deux des boucs-émissaires habituels, les femmes et les gays, c'est très faible au niveau de l'écriture. Si tu veux te battre, attaque les agresseurs et non les victimes ». Eminem a donc modifié quelques paroles pour que Siffre accepte le sample. Il y a trois versions disponibles du morceau. La version censurée et la version explicite sont vendues sur iTunes tandis qu'une version plus violente que l'explicite n'est pas disponible sur le site de téléchargement. Cependant cette dernière version apparaît sur la face B du CD Single de Guilty Conscience. Des voix d'enfants sont présentes en réverbération au début de la version explicite mais pas dans la version censurée. Au moment de la sortie du single, Eminem était en clash avec le groupe de comedy rap de Détroit Insane Clown Posse. Les ICP en ont donc profité pour faire une parodie du morceau nommée Slim Anus. My Name Is est ressortie en 2005 sur le best-of d'Eminem, Curtain Call: The Hits. dans le jeu vidéo DJ Hero, le titre est mixé avec Loser de Beck et Izzo (H.O.V.A.) de Jay-Z. Eminem a également fait un remix du morceau en mixant la version explicite au morceau Back in Black d'AC/DC.
Avant la sortie de The Slim Shady LP, une version non censurée a fuité sur internet. Les paroles originales sur cette version étaient « Tel un extra-terrestre, je tue les piétons / Je viole les lesbiennes pendant qu'elles me hurlent "soyons juste amis !" » La version CD a été modifiée en « Extra-terrestre, je cours en écrasant les piétons / Dans un vaisseau spatial pendant qu'elles me crient "soyons juste amis !" ». Une autre phrase modifiée est :  « Mon professeur d'anglais voulait qu'on baise à l'époque où j'étais au collège, le seul problème c'est que mon professeur d'anglais c'était un mec ! ». Sur la version censurée, cela donne : « Mon prof d'anglais voulait me faire redoubler quand j'étais au collège, merci beaucoup, l'année prochaine j'aurai 35 ans ».
La fin du morceau était originellement : « Je deviens fou, et au fait quand tu verras mon père, dis-lui que je lui ai tranché la gorge dans le rêve que j'ai fait ! ». Sur la version censurée : « Je deviens fou, et au fait quand tu verras mon père, demande-lui s'il a acheté un magazine porno pour voir mon cul ». Dans la première version, le morceau commence par « Salut les enfants, vous aimez la violence ? Vous voulez me voir enfoncer des ongles de neuf pouces à travers chacune de mes paupières ? » Dans la seconde version, "violence" est remplacé par "Primus", nom d'un groupe de rock californien.

## Sample
Le producteur Dr. Dre utilise ici un sample de « I Got The... (Blues) » de Labi Siffre.

## Clip
Le clip de My Name Is est réalisé par Philip Atwell, qui en fera plusieurs autres pour le rappeur de Détroit.
En décembre 2012, New Musical Express le classe 71e parmi les 100 meilleurs clips de l'Histoire.

## Récompense
En 2000, Eminem remporte le Grammy Award de la meilleure performance rap solo (Grammy Award for Best Rap Solo Performance) grâce à My Name Is.

## Liste des titres

### Single
1. "My Name Is" (Slim Shady Radio Edit)
2. "My Name Is" (version explicite)
3. "My Name Is" (instrumentale)

### 2esingle
1. "My Name Is" (version clean)
2. "My Name Is" (instrumentale)
3. "Just Don't Give" (version clean)

### Single promo
1. "My Name Is" (version clean)
2. "My Name Is" (version album)
3. "My Name Is" (instrumentale)
4. "My Name Is" (a cappella)

## Classements
| Classement / pays (1999)                                     | Meilleure position |
| ------------------------------------------------------------ | ------------------ |
| Australie (ARIA)                                             | 13                 |
| Autriche (Ö3 Austria Top 40)                                 | 24                 |
| Belgique - Flandre (Ultratop 50)                             | 33                 |
| Canada (RPM)                                                 | 38                 |
| France (SNEP)                                                | 68                 |
| Allemagne (Media Control AG)                                 | 37                 |
| Irlande (IRMA)                                               | 4                  |
| Pays-Bas (Dutch Top 40)                                      | 12                 |
| Nouvelle-Zélande (RIANZ)                                     | 4                  |
| Norvège (VG-lista)                                           | 8                  |
| Suède (Sverigetopplistan)                                    | 16                 |
| Suisse (Schweizer Hitparade)                                 | 29                 |
| Royaume-Uni (UK Singles Chart - The Official Charts Company) | 2                  |
| Royaume-Uni (UK Hip Hop and R&B Chart)                       | 1                  |
| États-Unis (Billboard Hot 100)                               | 36                 |
| États-Unis (Hot R&B/Hip-Hop Songs Billboard)                 | 18                 |
| États-Unis (Rap Songs Billboard)                             | 10                 |
| États-Unis (Pop Songs Billboard)                             | 29                 |

## Parodie
En 1999, les groupes Insane Clown Posse (ICP) et Twiztid diffusent sur les radios américaines la chanson Slim Anus (1999). Cette chanson est destinée à ridiculiser Eminem qui avait insulté ICP. ICP et Twiztid ont repris la chanson My Name Is en changeant une partie des paroles. La querelle entre ICP et Eminem a continué ensuite jusqu'en 2005.